# Idan Fauzan Richsan
Idan Fauzan Richsan (* 11. Januar 2000) ist ein indonesischer Leichtathlet, der sich auf den Stabhochsprung spezialisiert hat und momentan den Landesrekord innehat.

## Sportliche Laufbahn
Erste internationale Erfahrungen sammelte Idan Fauzan Richsan im Jahr 2017, als er bei den Jugendasienmeisterschaften in Bangkok mit übersprungenen 4,80 m die Bronzemedaille gewann. Im Jahr darauf gewann er bei den Juniorenasienmeisterschaften in Gifu mit 5,15 m die Silbermedaille und anschließend gelangte er bei den Asienspielen in Jakarta mit 4,85 m auf Rang 13. 2023 klassierte er sich bei den Südostasienspielen in Phnom Penh mit 4,85 m auf dem vierten Platz und 2025 wurde sie bei den Asienmeisterschaften in Gumi mit 5,22 m Zehnter.
2022 wurde Richsan indonesischer Meister im Stabhochsprung.